# Unterseeboot 338
Le Unterseeboot 338 (ou U-338) est un sous-marin allemand (U-Boot) de type VII.C utilisé par la Kriegsmarine (marine de guerre allemande) pendant la Seconde Guerre mondiale.

## Construction
L'U-338 est un sous-marin océanique de type VII C. Construit dans les chantiers de Nordseewerke à Emden, la quille du U-338 est posée le 4 avril 1941 et il est lancé le 20 avril 1942. L'U-338 entre en service deux mois plus tard.

## Historique
Mis en service le 25 juin 1942, l'Unterseeboot 338 effectue sa période d'entraînement initial à Danzig au sein de la 8. Unterseebootsflottille jusqu'au 28 février 1943, puis l'U-338 rejoint son unité de combat dans la 7. Unterseebootsflottille, à la base sous-marine de Saint-Nazaire.
L'Unterseeboot 338 effectue trois patrouilles, toutes sous les ordres du Kapitänleutnant Hans Hunger dans lesquelles il coule quatre navires marchands ennemis pour un total de 21 927 tonneaux et endommage un navire marchand de 7 134 tonneaux en 64 jours en mer.
Il réalise sa première patrouille, quittant le port de Kiel le 23 février 1943. Le 17 mars 1943, il attaque le convoi SC-122 dans lequel il coule quatre navires marchands ennemis pour un total de 21 927 tonneaux et endommage un navire marchand de 7 134 tonneaux. Après 30 jours en mer, il arrive le 24 mars 1943 à la  base sous-marine de Saint-Nazaire.
Sa deuxième patrouille le fait quitter la base de Saint-Nazaire le 15 juin 1943 pour y revenir sept jours plus tard, le 21 juin 1943.
Pour sa troisième patrouille, l'U-338 quitte la base sous-marine de Saint-Nazaire le 25 août 194. Après 27 jours en mer, l'U-338 est porté disparu le 20 septembre 1943 sans explication durant une opération contre les convois ON-202 et ONS-18. Son dernier message radio ce jour-là le localise à la position géographique de 57° 20′ N, 30° 00′ O. 
Les cinquante-et-un membres d'équipage meurent dans cette disparition.

## Affectations
- 8. Unterseebootsflottille à Danzig du 25 juin 1942 au 28 février 1943 (Flottille d'entraînement).
- 7. Unterseebootsflottille à Saint-Nazaire du 1er mars au 20 septembre 1943 (Flottille de combat).

## Commandements
- Oberleutnant zur See, puis Kapitänleutnant Hans Hunger du 25 juin 1942 au 20 septembre 1943

## Patrouilles
|       | Commandant            | Départ          | Départ        | Arrivée           | Arrivée       | Jours    | Succès   |
| ----- | --------------------- | --------------- | ------------- | ----------------- | ------------- | -------- | -------- |
| 1     | Kptlt. Manfred Kinzel | 23 février 1943 | Kiel          | 24 mars 1943      | Saint-Nazaire | 30 jours | 29 061   |
| 2     | Kptlt. Manfred Kinzel | 15 juin 1943    | Saint-Nazaire | 21 juin 1943      | Saint-Nazaire | 7 jours  |          |
| 3     | Kptlt. Manfred Kinzel | 25 août 1943    | Saint-Nazaire | 20 septembre 1943 | Coulé         | 27 jours |          |
| Total | Total                 | Total           | Total         | Total             | Total         | 64 jours | 29 061 t |

Note : Kplt. = Kapitänleutnant

### Opérations Wolfpack
L'U-338 a opéré avec les Wolfpacks (meute de loups) durant sa carrière opérationnelle.
1. Stürmer (11 mars 1943 - 19 mars 1943)
2. Leuthen (15 septembre 1943 - 20 septembre 1943)

## Navires coulés
L'Unterseeboot 338 a coulé quatre navires marchands ennemis pour un total de 21 927 tonneaux et a endommagé un navire marchand de 7 134 tonneaux au cours des trois patrouilles (64 jours en mer) qu'il effectua.
| Date         | Nom du navire   | Nationalité | Tonnage | Convoi | Fait      |
| ------------ | --------------- | ----------- | ------- | ------ | --------- |
| 17 mars 1943 | Alderamin       | Pays-Bas    | 7 886   | SC-122 | Coulé     |
| 17 mars 1943 | Fort Cedar Lake | Royaume-Uni | 7 134   | SC-122 | Endommagé |
| 17 mars 1943 | Granville       | Panama      | 4 071   | SC-122 | Coulé     |
| 17 mars 1943 | King Gruffydd   | Royaume-Uni | 5 072   | SC-122 | Coulé     |
| 17 mars 1943 | Kingsbury       | Royaume-Uni | 4 898   | SC-122 | Coulé     |

### Source et bibliographie
- (en) Cet article est partiellement ou en totalité issu de l’article de Wikipédia en anglais intitulé « German submarine U-338 » (voir la liste des auteurs).
- Chris Bishop, historien militaire (trad. de l'anglais par Christian Muguet), Les sous-marins de la Kriegsmarine : 1939-1945 : le guide d'identification des sous-marins [« The spellmount submarine identification guide : Kriegsmarine U-boats 1939-1945 »], Paris, Éd. de Lodi, 2008, 192 p. (ISBN 978-2-84690-327-1, OCLC 470721805, BNF 41298980)